# Caravaggio (traghetto)
Il Caravaggio è stato un traghetto, appartenuto alla Siremar dal 1975 al 1990.

## Servizio
Varato il 15 marzo 1966 nel cantiere navale Aalborg Værft A/S di Aalborg con il nome di Maren Mols e consegnato il 24 giugno successivo alla Mols-Linien A/S, prende servizio il giorno successivo nei collegamenti tra Sjællands Odde ed Ebeltoft.
Il 13 dicembre 1974, con l'imminente ingresso in flotta del nuovo Maren Mols, viene ribattezzato Maren Mo.
Il 21 aprile 1975 viene venduto alla siciliana Si.Re.Na e, ribattezzato Caravaggio, prende servizio nel maggio successivo nei collegamenti tra Porto Empedocle, Linosa e Lampedusa.
Nel 1976, con la liquidazione della Si.Re.Na., viene trasferito insieme al resto della flotta alla neonata Siremar, prendendo servizio nei collegamenti tra Milazzo e le Isole Eolie. Tuttavia, continua saltuariamente ad operare anche nei collegamenti per le Isole Pelagie fino all'entrata in servizio del Giotto.
Nel 1990, con l'entrata in servizio del nuovo Filippo Lippi, viene disarmato e messo in vendita.
Il 31 marzo 1991 viene venduto alla Al Zaher II Maritime Co Ltd, dalla quale viene ribattezzato Aboud alla consegna nel giugno successivo. Successivamente, prende servizio nei collegamenti tra Jeddah e Port Sudan.
Nel febbraio del 1995 viene venduto alla Red Sea Navigation Constructing Co e, ribattezzato Al Aboud, continua ad operare sulla stessa rotta.
Nell'aprile del 2010 viene venduto per la demolizione ad un cantiere indiano e, ribattezzato Ibrahim, giunge in rada ad Alang il 18 maggio, venendo spiaggiato il 29 maggio successivo.

## Navi gemelle
- Istra (ex Mette Mols)
- Moby Ale (ex Mikken Mols)
- Isalita (ex Morten Mols)